# Casi violenti
Casi violenti (Violent Cases) è un graphic novel scritto da Neil Gaiman e illustrata da Dave McKean. Si tratta dell'esordio nel campo dei fumetti del disegnatore.

## Storia editoriale
Pubblicata nel 1987 dalla Dark Horse Comics.
McKean illustra la storia utilizzando un mix di tecniche, tra cui acquarello, pennino e immagini fotografiche. Tratti e stili diversi sottolineano le differenti sequenze della trama, che è a tratti intimista e a tratti noir.

### Edizioni italiane
- Casi violenti, Magic Press/Titan Books, 1999.
- Casi violenti, collana Alta fedeltà, Edizioni BD, 2010, ISBN 8861234798.

## Trama
Il narratore, che ricorda lo stesso Gaiman, racconta una storia accadutagli da bambino a Portsmouth negli anni sessanta. Durante un litigio con il padre il bambino si fa male a un braccio, per cui il padre lo porta da un anziano osteopata. Durante le visite al bambino, il vecchio osteopata racconta storie di quando, da giovane, nella Chicago degli anni venti, è stato il fisioterapista di Al Capone. Il rapporto con il padre e i racconti dell'osteopata si intrecciano nei ricordi del bambino dando vita a un complesso racconto riguardante criminali, personaggi enigmatici nonché strani e inquietanti prestigiatori. Tale intreccio di ricordi si riflette anche nel titolo originale: infatti “Violent Cases”, cioè Casi Violenti, rappresenta un gioco di parole con “violin cases”, cioè custodie di violino, con riferimento ai gangster di Chicago che nascondevano i mitra nelle custodie di violino. La storia gira attorno ai ricordi del protagonista da bambino, del padre e dell'incontro con l'anziano osteopata. I fatti si mescolano e si fondono con i ricordi del bambino.
Temi come l'affidabilità della memoria e di come storie infantili vengano mischiate e trasformate nel ricordo qui presenti, vengono trattati da Gaiman di nuovo nel volume La tragica commedia o la comica tragedia di Mr Punch del 1994, sempre illustrato da Dave McKean.